# 朱震亨
朱震亨（1281年—1358年），字彥修，婺州義烏縣人，元朝醫學家。世居義烏丹溪，故稱朱丹溪，或尊稱為丹溪翁，又因活动多在南方，而有南医之称，与李东垣北医相对。與劉完素、張從正、李杲並稱金元四大醫學家，為“養陰派”的創始人。

## 生平
朱震亨生活在元末的南方，當時因連年戰爭，苟捐雜稅極重，增加了人民群眾的負擔，營養條件很差，身體柔弱，加之江南地土卑弱，氣候炎熱，濕熱相火為病甚多，病家多易傷陰。但是，當時醫界盛行用辛燥藥較多的《局方》治病，非但治不好病，反而加重病情，甚至造成死亡。為了糾正這一偏向，朱震亨用清滋之品，頗能見效，因而自然就提倡養陰之法，即所謂“陽常有餘，陰常不足”之論點。他所創立的養陰派學說及其著作，大大豐富了中國醫學對病因、病機的認識及處方用藥的內容和範圍，對中國醫學的發展有較大的貢獻，受到後世醫家很高評價，亦為國外醫家所重視。

## 著作
《格致餘論》、《丹溪心法》、《金匱鉤玄》、《醫學發明》、《局方發揮》、《本草衍義補遺》、《素問糾略》。

## 外部連結
- 丹溪心法 （页面存档备份，存于） 中藥方劑像數據庫  (香港浸會大學中醫藥學院) （中文）（英文）
- 醫學發明 （页面存档备份，存于） 中藥方劑像數據庫  (香港浸會大學中醫藥學院) （中文）（英文）